# Styvjesjön
Styvjesjön är en sjö i Ockelbo kommun i Gästrikland och ingår i Testeboåns huvudavrinningsområde. Sjön har en area på 0,153 kvadratkilometer och ligger 223,1 meter över havet. Sjön avvattnas av vattendraget Kölsjöån.

## Delavrinningsområde
Styvjesjön ingår i det delavrinningsområde (676091-152667) som SMHI kallar för Utloppet av Styvjesjön. Medelhöjden är 226 meter över havet och ytan är 0,57 kvadratkilometer. Räknas de 44 avrinningsområdena uppströms in blir den ackumulerade arean 217,01 kvadratkilometer. Kölsjöån som avvattnar avrinningsområdet har biflödesordning 2, vilket innebär att vattnet flödar genom totalt 2 vattendrag innan det når havet efter 79 kilometer. Avrinningsområdet består mestadels av skog (36 procent) och sankmarker (25 procent). Avrinningsområdet har 0,15 kvadratkilometer vattenytor vilket ger det en sjöprocent på 25,5 procent.